# The Heart of a Whale
The Heart of a Whale ist ein Musikalbum von Dana Schechter und Paul Wallfisch. Es enthält die Bühnenmusik zum Theaterstück „Die Politiker“ von Wolfram Lotz in der Inszenierung von Kay Voges am Wiener Volkstheater. Mitgeschnitten wurde sie bei Aufführungen des Stücks im Volkstheater im Frühjahr 2022. Die Aufnahmen erschienen am 23. Mai 2025 auf Trost Records.

## Hintergrund
Der Amerikaner Paul Wallfisch beschäftigt sich seit 2010, als ihn Intendant Kay Voges als Musikdirektor ans Stadttheater Dortmund holte, mit Theatermusik. Als Voges 2019 als Direktor zum Wiener Volkstheater wechselte, holte er Wallfisch und machte ihn dort zum Musikalischen Leiter und Kurator. Seither ist das Volkstheater samt seiner Nebenbühne in der Roten Bar nach Ansicht von Stefan Grissemann zu einem Hotspot der Musikszene geworden. Wallfisch holte internationale Acts ins Haus, zuletzt etwa die Band Calexico aus Tucson (Arizona), mit der er in dem Stück „Camino Real“ auch selbst auftrat. Des Weiteren kooperierte m Wallfisch mit Musikern wie dem Australier Mick Harvey (The Bad Seeds) und dem britischen Ex-Bauhaus-Bassisten David J.
Das Album The Heart of a Whale dokumentiert die Musik, die bei der Inszenierung des Stücks „Die Politiker“ am Wiener Volkstheater verwendet wurde. Regie bei dem Stück, das im Frühjahr 2022 live aufgeführt wurde, führte Kay Voges. Die Musik stammt von Paul Wallfisch und der in Berlin lebenden US-amerikanischen Gitarristin, Bassistin, bildenden Künstlerin und Animatorin Dana Schechter, die auch Mitglied der Swans und Gründerin der experimentellen Ambient-Noise-Metal-Band Insect Arc ist. Schechter und Wallfisch spielten außerdem zusammen in der Alternative-Rockband Botanica.

## Titelliste
- Dana Schechter & Paul Wallfisch: The Heart of a Whale (TrostTR261)[3]

1. Wolfram Lotz and Elon Musk Have Heavenly 3 am Discount Sushi and Talk about the Future 7:21
2. Wolfram Lotz Prepares to Travel 4:33
3. 100 Kilograms / Moon Dune 9:04
4. Wolfram Lotz Goes to the Beach 10:21
5. Wolfram Lotz Watches a Western Spy Movie and Decides to go Shopping for a Lowrider 5:49
6. Forgotten Lights 1:38

Die Kompositionen stammen von Dana Schechter & Paul Wallfisch.

## Rezeption

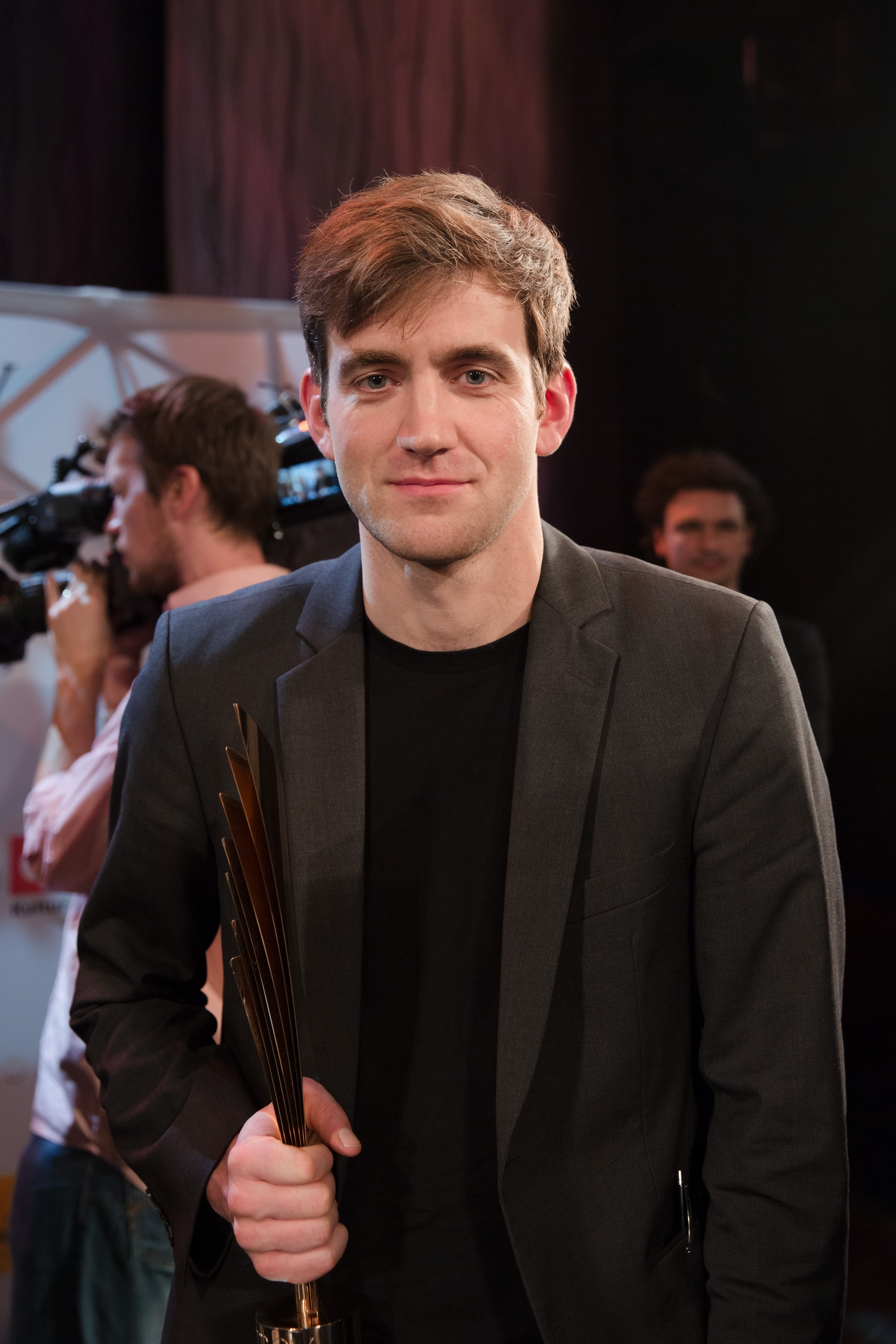
Wolfram Lotz (2015)

Die Album auch The Heart of a Whale verwebe Elemente aus Post-Punk, Doom Metal, Industrial, Noise und Vocal-Samples in sechs surrealen, suggestiven und mitunter brutalen Stücken, meint Eyal Hareuveni (Salt Peanuts). Diese seien als eine Hommage an die Berliner Musiktradition zu verstehen, durchdrungen vom Weimarer Kabarett mit einem Hauch von Tom Waits und spiegelten die New York-Berlin-Verbindung wider, der Schechter und Wallfisch seit Jahrzehnten angehörten. Das Album würde mit dem berührenden, lyrischen Lied „Forgotten Lights“ enden.
„Abgesehen davon, dass ich auch einfach die Titel cool finde, hat mich die Musik sehr berührt. Ich mag das Epische daran, wie es aufgebaut ist, jeder Track,“ lobte Wolfram Lotz. „Ich finde das eine sehr beglückende Sache, wenn aus etwas, was man selbst gemacht hat, dann etwas ganz anderes sehr Schönes entsteht, das ist irgendwie das Tollste, was Kunst können kann.“